# Kamień (jezioro na Pojezierzu Kaszubskim)
Jezioro Kamień – jezioro na Pojezierzu Kaszubskim w powiecie wejherowskim (województwo pomorskie). Kamień jest jeziorem polodowcowym w kształcie rynny. Jezioro służy głównie rekreacji mieszkańców pobliskiego Trójmiasta.
Ogólna powierzchnia: 53,2 ha